# Mariano González Maroto
Mariano González Maroto, detto Nano (Malaga, 27 ottobre 1984), è un calciatore spagnolo, difensore del Lincoln Red Imps.

## Caratteristiche tecniche
È un terzino sinistro.

## Palmarès

### Club

#### Competizioni nazionali
- Coppa di Grecia: 1

Panathīnaïkos: 2013-2014
- Coppa di Gibilterra: 1

Lincoln Red Imps: 2023-2024
- Campionato gibilterriano: 1

Lincoln Red Imps: 2024-2025